# A&W Restaurants
A&W Restaurants es una franquicia estadounidense de restaurantes de comida rápida, famosa por su cerveza de raíz (root beer).
La marca A&W nace por iniciativa de Roy W. Allen y Frank Wright, quienes abrieron en 1923 un restaurante de carretera en Sacramento (California) gracias al éxito de su root beer en los primeros años de la ley seca. Hoy en día está especializada en hamburguesas, perrito calientes y cerveza de raíz, preparada en el momento en cada restaurante con una fórmula propia. 
El grupo cuenta con más de 1.200 restaurantes (350 en el extranjero) en diez países. Desde 2011 pertenece al consorcio A Great American Brand LLC. Anteriormente perteneció a Yum! Brands.
Los restaurantes de A&W en Canadá forman parte de una cadena separada e independiente desde 1972.

## Historia
El origen de la empresa se remonta a 1919 por iniciativa de Roy W. Allen, un empresario que se dedicaba al negocio inmobiliario y después pasó a vender cerveza de raíz (root beer), tras comprar una receta a un farmacéutico de Tucson. En junio de ese mismo año abrió un pequeño puesto en Lodi (California) para servir su propia cerveza de raíz. Un año después puso un segundo local en Stockton.
Durante el tiempo que la prohibición de vender bebidas alcohólicas estuvo en vigor, la root beer se popularizó como un sustituto de la cerveza. En 1922, Allen se asoció con uno de sus empleados, Frank Wright, para crear la marca comercial "A&W" (iniciales de los dos propietarios) y venderla en otros estados del oeste del país, desarrollando una red de distribución. Y un año después abrieron en Sacramento el primer restaurante de carretera (Drive-in).
En 1924 Allen compró a su socio todas sus acciones y registró las marcas "A&W Root Beer" y "A&W Restaurants" en la Oficina de Patentes y Marcas. Sus beneficios provenían de una pequeña cuota de franquicia y de concentrar las ventas. Sin embargo, se vio debilitado por dos sucesos: la Gran Depresión, que forzó el cierre de muchas franquicias, y la Segunda Guerra Mundial. En 1933 contaba con 170 establecimientos.
Después de la guerra, A&W vivió su mejor época. Allen vendió A&W a un empresario de Nebraska, Gene Hurtz, quien desarrolló un ambicioso plan de expansión y dio más libertad a sus franquiciados, permitiéndoles desarrollar sus puntos de venta. En 1950 se superaron los 1900 restaurantes en Estados Unidos y se abrió el primero extranjero en Canadá. Hurtz se mantuvo al frente hasta 1963, cuando vendió la firma a la multinacional United Fruit Company (United Brands). En 1971 se creó una división de bebidas que distribuía a las tiendas su cerveza de raíz bajo la marca "A&W Root Beer" (actualmente de Dr Pepper Snapple Group), y en 1978 se creó la división de restauración (actual A&W Restaurants).
En lo que respecta a los restaurantes, el grupo se vio superado por sus competidores. United Brands vendió la división en 1982 al promotor inmobiliario A. Alfred Taubman. El nuevo dueño trató de recuperar cuota de mercado, diseñó un menú estándar para todas las franquicias y expandió la marca a distintos países asiáticos. Mantuvo el control hasta 1994, cuando lo traspasó al grupo Sagittarius (años después, Yorkshire Global). En 1999 compró además la cadena Long John Silver's.
Yum! Brands se hizo con A&W y Long John Silver's en 2002. Sin embargo, A&W no mejoró sus ventas y no tenía suficiente presencia en el mercado internacional, así que el grupo la vendió en 2011 al consorcio A Great American Brand LLC.

## Productos

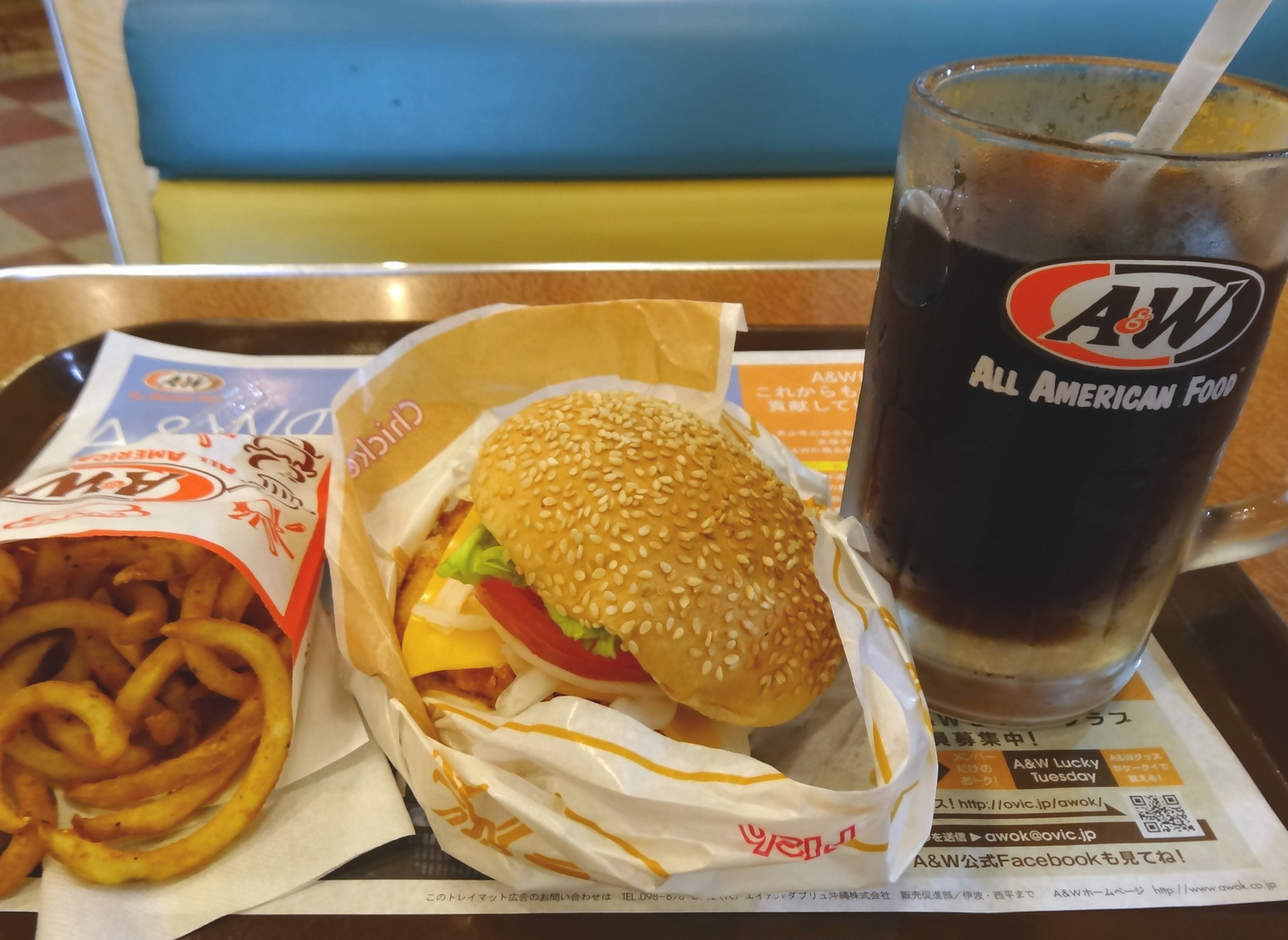
Menú de hamburguesa, patatas fritas y cerveza de raíz.

A&W se define como un restaurante familiar de comida rápida al estilo norteamericano. La carta está dominada por las hamburguesas y los perrito calientes. De hecho, el restaurante defiende que en 1963 fue la primera franquicia en Estados Unidos que comercializó una hamburguesa con queso y beicon. Además sirven postres como helados y batidos.
El producto estrella de A&W es la cerveza de raíz. Todos los restaurantes la elaboran en el propio sitio, siguiendo una receta secreta que utiliza azúcar de caña y una mezcla de hierbas, corteza, especias y bayas. Se sirven en una jarra helada, que previamente se ha metido en un congelador y después se llena. La cerveza de raíz se emplea también en otras variedades como crema de soda y batidos.